# Brude VI
Brude VI des Pictes ou Bridei mac Uurad roi des Pictes en 842.
Fils et successeur de Uurad mac Bargoit, la Chronique Picte ne lui accord qu'un règne d'un an ou d'un mois selon les manuscrits. Il dut succomber dans un combat contre Kenneth mac Alpin qui revendiquait le trône Picte.

## Sources
- (en) J.M.P Calise Pictish Soourcebook, Document of Medieval Legend and Dark Age History Greenwood Press (Londres 2002)  (ISBN 0-313-32295-3)
- (en) William Arthur Cumming, The Age of the Picts, Stroud, Sutton Publishing, 1998, 256 p. (ISBN 978-0752449593).
- (en) William Forbes Skene Chronicles Of The Picts,Chronicles Of The Scots, And Other Early Memorials Of Scottish History. H.M General Register House Edinburgh (1867) Reprint par Kessinger Publishings's (2007)  (ISBN 1432551051).
- (en) Alfred P. Smyth Warlords and Holy Men. Scotland AD 80~1000 Edinburgh University Press (1984)  (ISBN 0748601007)
- (en) Ann Williams, Alfred P. Smyth and DP Kirby A bibliographical dictionary of Dark Age Britain. SEABY London (1990)  (ISBN 1-85264-047-2)